# Grazia Zafferani
Grazia Zafferani (geb. 31. Dezember 1972) ist eine san-marinesische Politikerin und war zusammen mit Alessandro Mancini vom 1. April 2020 bis 1. Oktober 2020 eine der Capitani Reggenti (Staatsoberhäupter).

## Leben
Grazia Zafferani arbeitete als Unternehmerin in der Bekleidungsbranche und blieb danach im Bereich des Handels. Sie ist verheiratet und Mutter von vier Töchtern. Sie ist außerdem eines der Gründungsmitglieder der RETE-Bewegung und wurde im Jahr 2012 erste Präsidentin. Dem Consiglio Grande e Generale (Grossen und Allgemeinen Rat) gehörte sie seit 2013 über drei aufeinander folgenden Wahlen als Mitglied an.
Sie ist eine Enkelin von Luigi Zafferani, der 1947 als Hauptmann Regent war, und eine Nichte von Rossano Zafferani, der das gleiche Amt 1987-1988 innehatte. 